# Бек Тетяна Олександрівна
Тетяна Олександрівна Бек (21 квітня 1949, Москва — 7 лютого 2005, там же) — радянська російська поетеса, літературний критик та літературознавець. Член Союзу письменників СРСР (1978), Російського ПЕН-центру, секретарка Спілки письменників Москви (1991—1995).

## Життєпис
Народилася в сім'ї письменників і співавторів Олександра Альфредовича Бека і Наталії Всеволодівни Лойко в будинку ЖБК «Московський письменник» за адресою 2-а Аеропортівська, будинок 7/15 (пізніше вул. Черняховського, будинок 4), у п'ятому під'їзді, де прожила до середини 1980-х років. Вперше опублікувала віріші в 1965 році, в шістнадцятирічному віці.
У 1972 році закінчила факультет журналістики Московського державного університету. У 1971—1973 роках працювала бібліотекаркою у Всесоюзній державній бібліотеці іноземної літератури.
У 1976—1981 і 1993—2005 роках була членкинею редколегії і оглядачкою журналу «Питання літератури». Вела літературну колонку в «Загальній газеті» і «Независимой газете». До сфери її літературознавчих інтересів відносилася сучасна література і літературасрібного століття. Бек протягом багатьох років вела поетичний семінар в Літературному інституті імені Горького.
У 1978 році вступила до Спілки письменників СРСР, у 1991—1995 роках була членкинею секретаріату Спілки письменників Москви. У 1991 році вступила до Російського ПЕН-центру.
У 1993 році підписала «Лист 42-х» на підтримку силового розгону з'їзду народних депутатів і Верховної Ради Росії.
У 2000—2005 роках разом з Олегом Чухонцевим була співголовою програми «Нові імена в поезії» фонду Нові імена.
Померла 2005 року, за офіційною версією, від обширного інфаркту, проте багато обговорювали ймовірність самогубства через цькування, «яке розв'язали проти Т. Бек за її висловлювання про авторів апологетичного листи Туркменбаші з пропозицією перевести його поетичні „опуси“. Антиподією року вона назвала „лист трьох відомих російських поетів до Великого Поета Туркменбаші з панегіриком його творчості, не стільки божевільним, скільки непристойно прагматичним“. А вже у нинішньому нагадала: „Негоже ні поетам, ні мудрецям перед царями підлабузнюватися, вигоду вимагаючи: такий добрим молодцям урок“». Авторами листа були поети Євген Рейн, Михайло Синельников та Ігор Шкляревський. У просуванні проекту брав участь головний редактор журналу «Знамя», відомий літературний критик Сергій Чупринін. За словами Вікторії Шохіної, відігравало роль і чітке уявлення про те, що російські літератори зробили неправильно, і те, що у Бек було багато знайомих літераторів у Туркменії: знаючи про те, що там відбувається (культ особи Туркменбаші тощо), вона не могла промовчати. Після нового року, розповідає Вікторія Шохіна, троє з чотирьох — Рейн, Чупринін і Синельников — дзвонили Бек і в різній формі (від лайки Рейну до «дружніх» докорів Чуприніна) здійснювали на неї психологічний тиск. Неможливість примирити традиційне уявлення про цих людей (з Євгеном Рейном і Сергієм Чуприніним вона була давно і добре знайома, працювала з ними разом в Літінституті) та їх нинішні вчинки посилила ситуацію.
Похована на Гливинським кладовищі.

## Творчість
Перша публікація віршів була в журналі «Юність» в 1965 році. Це були два вірші: «Ранок вечора мудріший» і «Я з цього галасливого будинку, / Де весь день не змовкають голоси, /… / Втечу по лижні незнайомій…». Друга публікація — віршована добірка в журналі «Новий світ» у 1966 році.
У 1974 році вийшов перший збірник віршів «Шпаківні».
У 1995 році Бек як відповідальна редакторка вела книжкову серію «Самі мої вірші» у видавництві «Слово».
Її вірші перекладалися болгарською, грузинською, італійською, німецькою, польською мовами. У числі власних перекладів Тетяни Бек — вірші данських поетів Поля Лакура і Бенні Андерсена (надруковані у збірці «Із сучасної данської поезії» (М.: Веселка, 1983)).
Після 1987 року у Бек, як у багатьох інших поетів, виникли проблеми з публікаціями: радянські видавництва перестали видавати поетичні збірки, нових видавництв ще не з'явилося. Три книги, що вийшли в цей період, були видані невеликими накладами, але отримали живий відгук у любителів поезії і критиків. Критик Алла Марченко писала: "Єдина літературна подія, хоча читала запоєм все підряд, — книга Тетяни Бек. А. Шаталов (видав у власному «Дієслово» «Хмари крізь дерева») вже начебто сказав все, що треба, але так обережно і мляво — мовляв «відображає стан усього народу, кинутого в безодню соціальної революції і життєвого руйнування», — що як би і не сказав нічого: ну у кого з нинішніх поетів не знайдеш цих відображень. І Ахматову видавець згодом не раз і не два згадав, і не всує, але знову ж таки по дотичній — недосол на столі, пересіл на спині? Тим часом, на мій погляд, Тетяні Бек єдиною з усіх нас, як Ахматовій у «Реквіємі», вдалося майже неможливе — від себе за всіх заспівати те, що не лягає на голос: простий жах простого життя цієї нібито революції, приниженою і ображеною. І при цьому зберегти і мову, і голос, і слово, і ходу вірша". // Літературна газета 12 серпня 1998, № 32-33.
«Віршування було і залишається для мене доморощеним знахарськими способом самолікування: я виговарилась… і лише таким чином душевно виживала», — писала Тетяна Бек.

## Визнання
- 1979 — лауреатка премії журналу «Літературний огляд».
- 1995 — лауреатка поетичної премії журналу «Зірка».
- 1997 — лауреатка поетичної премії журналу «Знамя».
- Лауреатка щорічної премії Союзу журналістів Росії «Срібний гонг».
- Лауреатка премії «Московський рахунок» у номінації «Найкраща поетична книга року».

### Збірки віршів
- Бек Т. А. Скворешники. — Москва: Молодая гвардия, 1974. — 31 с.
- Бек Т. А. Снегирь. — Москва: Советский писатель, 1980. — 88 с.
- Бек Т. А., Кузовлева Т. В., Казаков О., Оболенский Ю. Молодые русские поэты / пер. Т. Мебуришвили, Г. Джулухидзе. — Тбилиси: Мерани, 1985. — 98 с.
- Бек Т. А. Замысел. — Москва: Советский писатель, 1987.
- Бек Т. А. Смешанный лес. — Москва: ИВФ «Антал», 1993.
- Бек Т. А. Пятицветная тайна. — Москва, 1994.
- Бек Т. А. Дерево на крыше. — Москва, 1997.
- Бек Т. А. Облака сквозь деревья. — Москва: Глагол, 1997.
- Бек Т. А. Узор из трещин. Стихи недавних лет. — Москва: ИК «Аналитика», 2002. — 110 с. — ISBN 5-93855-012-2.
- Бек Т. А. Сага с помарками. — Москва: Время, 2004. — 397 с. — (Поэтическая библиотека). — ISBN 5-94117-098-X.
- Бек Т. А. Избранное. — Москва: Мир энциклопедий Аванта+: Астрель, 2009. — 351 с. — (Поэтическая библиотека). — ISBN 978-5-98986-219-1.
- Бек Т. А. Смятенная душа. — Москва: Комсомольская правда: НексМедиа, 2013. — 238 с. — (Великие поэты, № 88). — ISBN 978-5-87107-510-4.

### Критичні збірки
- Бек Т. А. До свидания, алфавит. Эссе, мемуары, беседы, стихи. — Москва: Б. С. Г.-Пресс, 2003. — 638 с. — ISBN 5-93381-127-0.
- Она и о ней. Стихи, беседы, эссе, воспоминания. — Москва: Б. С. Г.-Пресс, 2005. — 822 с. — ISBN 5-93381-183-1.

### Редактура
- Антология акмеизма. Стихи. Манифесты. Статьи. Заметки. Мемуары / авт. вступ. ст., сост. и авт. примеч. Т. А. Бек. — Москва: Московский рабочий, 1997. — 366 с. — (Библиотека студента). — ISBN 5-239-01673-9.
- Серебряный век. Поэзия / ред.-сост. Т. А. Бек. — Москва: АСТ: Олимп, 1998. — 671 с. — (Школа классики. Книги для ученика и учителя). — ISBN 5-7390-0346-6.
- Серебряный век. Поэзия / ред.-сост. Т. А. Бек. — Москва: АСТ: Олимп, 1999. — 671 с. — (Школа классики. Книги для ученика и учителя). — ISBN 5-7390-0326-1.
- Серебряный век. Поэзия / ред.-сост. Т. А. Бек. — Москва: АСТ: Олимп, 2000. — 671 с. — (Школа классики. Книги для ученика и учителя). — ISBN 5-7390-0346-6.
- Серебряный век. Поэзия / ред.-сост. Т. А. Бек. — Москва: АСТ: Олимп, 2001. — 671 с. — (Школа классики. Книги для ученика и учителя). — ISBN 5-17-007199-X.
- Серебряный век. Поэзия / ред.-сост. Т. А. Бек. — Москва: АСТ: Олимп, 2002. — 671 с. — (Школа классики. Книги для ученика и учителя). — ISBN 5-17-010728-5.